# Felipe Fernández García
Felipe Fernández García (San Pedro de Trones, León, el 30 d'agost de 1935 - San Cristóbal de La Laguna, Tenerife, 6 d'abril de 2012). Va ser entre 1991 i 2005 bisbe de la Diòcesi de Sant Cristóbal de La Laguna també anomenada Diòcesi de Tenerife. Va ser l'onzè bisbe de Tenerife.
Va ser ordenat sacerdot a Plasència el 28 de juliol de 1957. Va rebre la consagració episcopal el 28 de novembre de 1976 a la Catedral d'Àvila, prenent possessió de la diòcesi per a la qual havia estat designat per Pau VI. El 12 de juny de 1991, el papa Joan Pau II el nomena bisbe de Tenerife. El 24 juliol de 1991 pren possessió per poder, fent la seva entrada a la diòcesi l'11 d'agost de 1991. Entre els seus importants i innombrables activitats pastorals al llarg dels anys de pontificat, es destaca principalment la convocatòria i realització del Primer Sínode de la Diòcesi Nivariense. Sens dubte, per aquest motiu principalment, el seu nom quedarà unit per sempre a la història de la diòcesi.
També va instituir en 2001, els trasllats septenaris (cada set anys) de la imatge de la Verge de Candelaria (patrona de les Illes Canàries) a les ciutats de Santa Cruz de Tenerife (capital de l'illa de Tenerife) i San Cristóbal de la Laguna (capital de la diòcesi), començant amb el trasllat de la Verge a Santa Cruz el 2002 i continuant amb el trasllat a La Laguna en 2009 i així successiva i alternativament cada set anys entre les dues ciutats.
Durant el seu pontificat a Tenerife, va tenir lloc el 30 de juliol de 2002 l'canonització a Guatemala de Pere de Sant Josep de Betancur, qui es va convertir en el primer canari a ser canonitzat per l'Església catòlica. A aquesta canonització va acudir Felipe Fernández al costat d'una nodrida representació canària. La cerimònia va estar presidida pel Papa Joan Pau II.
El 29 de juny de 2005 és nomenat administrador apostòlic de la diòcesi en ser acceptada la seva renúncia per raons de salut, que havia presentat al setembre de 2004, ja que patia la malaltia de Parkinson, cessant el 4 de setembre de 2005 al prendre possessió el nou bisbe, passant a ser bisbe emèrit de la Diòcesi de Tenerife. En el seu pontificat va ordenar 68 preveres diocesans, 5 religiosos i 2 diaques permanents.
Va morir el 6 d'abril de 2012 als 76 anys a conseqüència de greus problemes respiratoris. Després de ser vetllat el seu cos al Palau Episcopal i en l'Església de la Concepció de San Cristóbal de La Laguna va ser enterrat en la pròpia església el 10 d'abril del 2012.